# James B. McPherson
James B. McPherson (Clyde, 14 novembre 1828 – Atlanta, 22 luglio 1864) è stato un generale statunitense.
Servì con il grado di generale nell'esercito dell'Unione durante la Guerra civile americana. Fu ucciso durante la battaglia di Atlanta.
Ha dato il nome alla città di McPherson ed all'omonima contea nel Kansas.

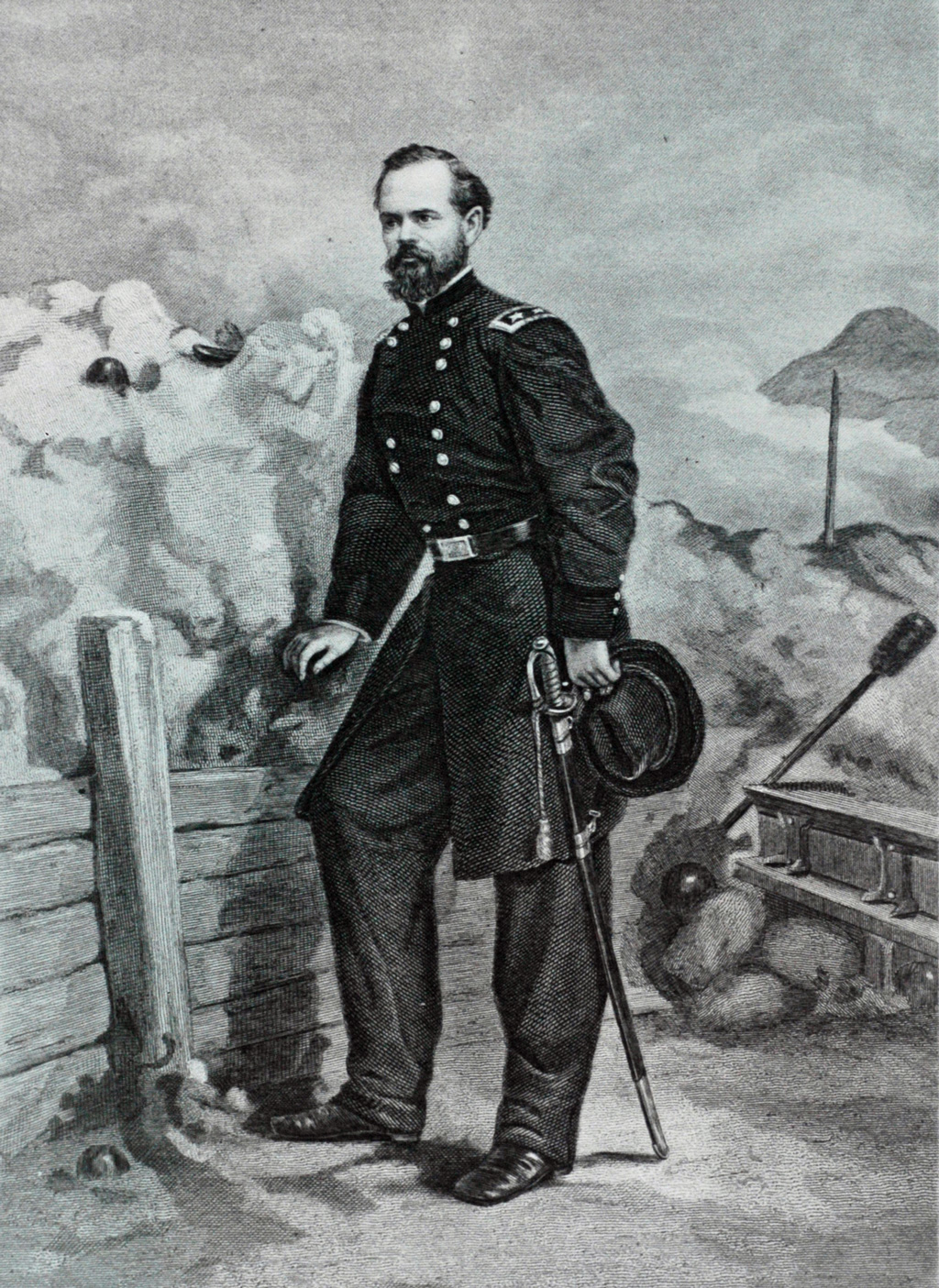
James B. McPherson ritratto in una litografia